# Samantha Esteban
Samantha Esteban (geb. am 25. Oktober 1979 in Charlotte, North Carolina) ist eine US-amerikanische Filmschauspielerin.

## Leben
Esteban gab ihr Filmdebüt 1994 mit A Pigs Tale. Für ihre Rolle in Saved by the Bell: The New Class wurde sie 1998 mit dem Youngstar Award ausgezeichnet. Esteban trat vor allem in Fernsehserien auf, darunter 2014 in From Dusk Till Dawn: The Series. Ihr Schaffen für Film und Fernsehen umfasst mehr als zwei Dutzend Produktionen.

## Filmografie
- 1994: A Pig's Tale
- 1995–2000: Saved by the Bell: The New Class (Fernsehserie)
- 1996: Auf schlimmer und ewig (Fernsehserie)
- 1996: Moesha (Fernsehserie)
- 997–1998: Sunset Beach (Fernsehserie)
- 1999: The Unbelievables (Fernsehfilm)
- 1999: Ein Wink des Himmels (Fernsehserie)
- 2000: Ein Hauch von Himmel (Fernsehserie)
- 1999–2000: Die Parkers (Fernsehserie)
- 2001: Training Day
- 2002: American Family (Fernsehserie)
- 2002: Twilight Zone (Fernsehserie)
- 2003: Hallo Holly (Fernsehserie)
- 2003: The System (Fernsehserie)
- 2005: Harsh Times – Leben am Limit
- 2008: Through the Valley
- 2010: The Hard Times of RJ Berger (Fernsehserie)
- 2013: The Mentalist (Fernsehserie)
- 2013: Pendejo
- 2014: From Dusk Till Dawn: The Series (Fernsehserie)
- 2014: The Other Side
- 2014: An American in Hollywood
- 2015: Jane the Virgin (Fernsehserie)
- 2015: Surviving... (Fernsehserie)
- 2016: Apartment 407
- 2017: Distortion
- 2019: She Fell (Kurzfilm)
- 2023: Kings of L.A.